# Загальський Ігор Володимирович
І́гор Володи́мирович Зага́льський (нар. 6 лютого 1991, Кіровоград, Україна) — український футболіст, півзахисник «Металургу» .

## Життєпис
Вихованець кіровоградського футболу. У турнірах ДЮФЛУ виступав за кіровоградські «Олімпік» (36 ігор, 3 голи) і ДЮСШ-2 (35 ігор, 2 голи), а також за олександрійський «Аметист» (13 ігор, 1 гол). Із 2007 року у складі «Олімпіка» грав в аматорському чемпіонаті України та в чемпіонаті Кіровоградської області. У 2010 році перейшов до дніпропетровського «Дніпра», однак виступав тільки за дублювальний склад (28 ігор, 4 голи). Потім провів ще півроку в «Олімпіку».
Із 2012 року — гравець кіровоградської «Зірки». Дебютував в основній команді 2 травня 2013 року, вийшовши на заміну замість В'ячеслава Горбаненко у виїзному матчі проти команди «Нафтовик-Укрнафта». У складі кіровоградського клубу став переможцем Першої ліги України 2015/2016. Дебютував в Українській Прем'єр-лізі 22 липня 2016 року, змінивши на 73-й хвилині виїзного матчу проти донецького «Шахтаря» Євгена Чумака. 8 квітня 2017 року провів 100-й матч у складі «Зірки». У наступному сезоні 2017/18 Загальский провів у складі «Зірки» 20 матчів, відзначившись 2-ма забитими голами, але кропивницький клуб вилетів в Першу лігу, після чого покинув команду. Всього в складі «Зірки» впродовж шести сезонів Загальський зіграв 74 матчі і забив 11 м’ячів на рівні Першої ліги, 56 матчів і 6 голів на рівні УПЛ, і ще 6 матчів і 1 гол в Кубку України.
28 травня 2018 року став гравцем «Дніпра-1». У першому сезоні Ігор був основним гравцем команди, зігравши у 25 іграх Першої ліги, в яких забив 4 голи і допоміг команді вийти до Прем'єр-ліги. Також провів 5 ігор у Кубку України, а команда сенсаційно досягла півфіналу турніру. Втім після виходу до елітного дивізіону Загальський втратив місце у основі, зігравши до кінця року лише 3 матчі, через що у грудні покинув команду.
19 січня 2020 року приєднався до «Інгульця», якому теж у першому ж сезоні допоміг вийти до Прем'єр-ліги. Але і цього разу у вищому дивізіоні не закріпився, тому не зігравши там жодного матчу у серпні 2020 року перейшов до першолігової «Оболоні».

### Збірна
У складі студентської збірної України у 2015 році виступав на літній Універсіаді у Кванджу.

## Досягнення
- Перша ліга чемпіонату України
  -  Переможець: 2015/16